# Élections générales botswanaises de 2024
Les élections générales botswanaises de 2024 se tiennent le 30 octobre 2024 afin de renouveler les membres de l'Assemblée nationale du Botswana.
Le Parti démocratique du Botswana (BDP), au pouvoir depuis 1965, fait notamment face à une opposition réunie au sein de la Coalition pour un changement démocratique (UDC). Le Président du Botswana est par la suite élu au suffrage indirect par les députés, sauf si un parti obtient la majorité absolue des sièges, auquel cas son candidat à la présidence est automatiquement élu.
Les élections provoquent une alternance historique avec la victoire écrasante de la Coalition pour un changement démocratique (UDC), dont le candidat Duma Boko remporte la présidence. C'est la première fois que le Botswana connaît une alternance depuis son indépendance 58 ans plus tôt. Reconnaissant rapidement sa défaite, le président sortant Mokgweetsi Masisi s'engage à mener une transition pacifique. Duma Boko prête serment le 1er novembre, et devient ainsi le sixième président du Botswana.

## Contexte

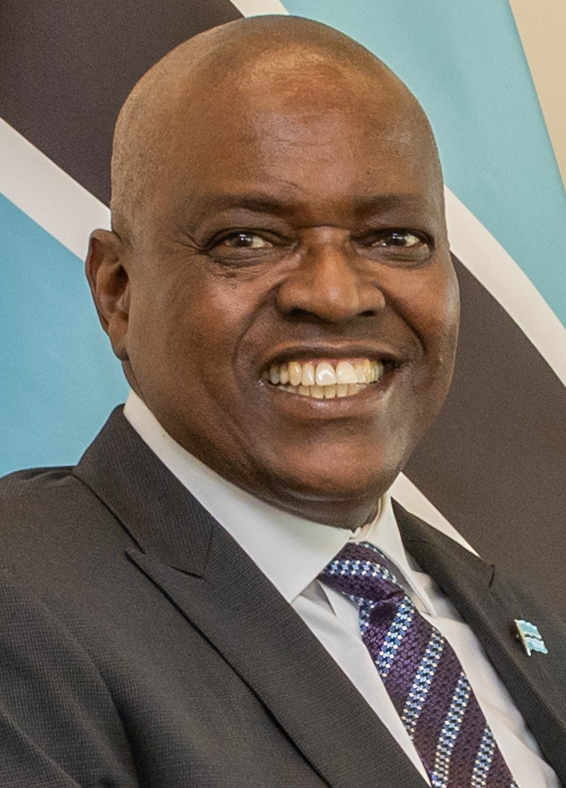
Mokgweetsi Masisi

Au pouvoir depuis 1965, un an avant de conduire le pays à l'indépendance, le Parti démocratique du Botswana (BDP) conserve la majorité absolue à l'Assemblée nationale lors des élections législatives d'octobre 2014. Le scrutin est cependant remarqué pour son caractère très serré, manquant de peu de donner lieu à la première alternance politique dans le pays.
Le BDP l'emporte néanmoins sur une opposition presque entièrement réunie sous l'égide de Duma Boko au sein de de la Coalition pour un changement démocratique (UDC), qui réunit le Front national du Botswana (BNF), le Mouvement pour la démocratie au Botswana (BMD), le Parti du peuple du Botswana (BPP) et le Parti du congrès du Botswana (BCP). Automatiquement réélu par l'assemblée, le président sortant, Mokgweetsi Masisi, conserve ainsi la présidence du pays.
L'UDC souffre par la suite d'une désunion avec le départ du BCP, qui l'avait rejoint peu avant le scrutin de 2019. Le dirigeant du BCP, Dumelang Saleshando et celui du BNF, Dumo Boko se brouillent en effet courant 2022 en raison de divergence sur la conduite à tenir dans l'opposition. Le conflit culmine avec la destitution en juillet 2022 de Saleshando de son poste de chef de l'opposition à l'assemblée, grâce au vote de cinq députés dissidents du BCP.

## Système électoral

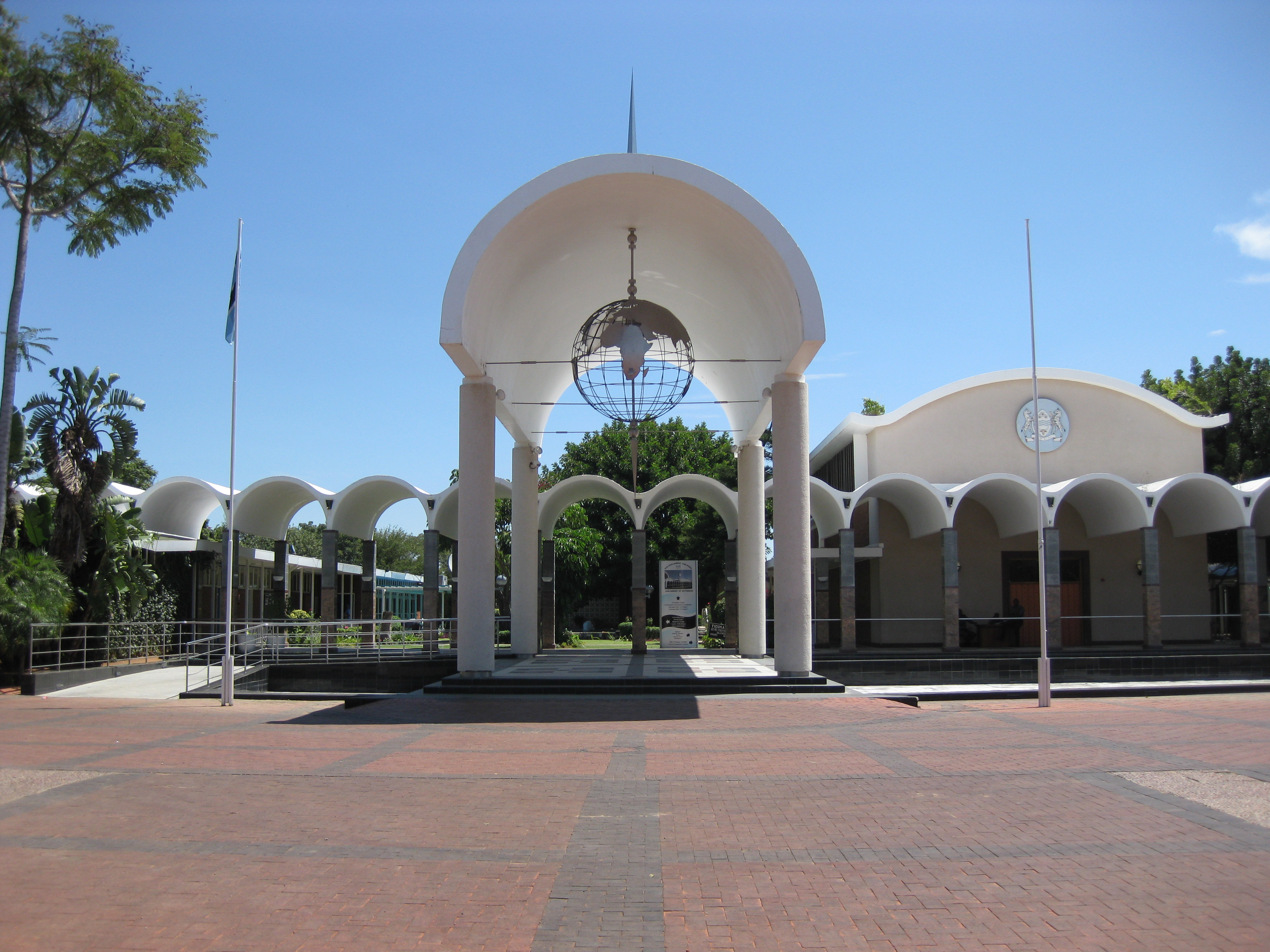
Entrée de l'assemblée

L'Assemblée nationale est l'unique chambre du parlement monocaméral du Botswana. Elle est composée de 69 sièges dont 61 pourvus tous les cinq ans au scrutin uninominal majoritaire à un tour dans autant de circonscriptions électorales. Six autres députés sont élus au scrutin indirect par ceux du parti ou de la coalition majoritaire à l'assemblée après la tenue du scrutin national. Enfin, l'assemblée comporte deux membres dits ex officio : le président de l'Assemblée nationale ainsi que le président de la république, tous deux élus par les députés.
Le Président de la république est élu au scrutin indirect pour un mandat de cinq ans par les membres de l'Assemblée nationale. Depuis 1997, la durée des fonctions est limitée à dix ans, qu'ils soient consécutifs ou non. Son mandat est lié à celui de l'assemblée, la constitution imposant qu'une nouvelle élection présidentielle ait lieu après chaque renouvellement de l'assemblée, mettant ainsi fin au mandat présidentiel en cours.
Lors de la campagne pour les élections législatives, chaque personne qui se présente doit indiquer lors du dépôt de sa candidature le candidat qu'elle soutient pour le poste de président de la République. Le candidat qui obtient le soutien de la majorité absolue du total des députés élus au suffrage universel, soit 31 députés, est automatiquement désigné président. Si un parti ou une coalition obtient la majorité absolue aux législatives, son candidat devient ainsi président sans qu'un vote indirect ne soit organisé. Dans la pratique, les législatives étant organisées au scrutin uninominal majoritaire à un tour, le président de la république est le plus souvent le chef du parti majoritaire à l'Assemblée nationale.
Dans le cas où aucun candidat n'obtient cette majorité, l'Assemblée nationale élit au suffrage indirect et secret le président à la majorité absolue du total des députés, parmi les candidats ayant obtenu le soutien d'au moins dix députés. Si après trois tours de scrutin, aucun candidat n'a été élu, deux tours supplémentaires peuvent être organisé à la condition que le président de l'assemblée l'autorise, s'il estime que l'élection d'un candidat reste possible. A défaut, où si la totalité des tours sont infructueux, l'Assemblée est dissoute et de nouvelles élections législatives sont organisées.

## Résultats
|                                                       |                                                       |                                                |                           |           |       |       |        |               |  |
| Parti                                                 | Parti                                                 | Parti                                          | Candidat à la présidence  | Voix      | %     | +/-   | Sièges | +/-           |  |
|                                                       |                                                       | Front national du Botswana (BNF)               | Duma Boko                 | 193 166   | 23,13 | 3,95  | 23     | 19            |  |
|                                                       | Alliance pour les progressistes (AP)                  | 46 799                                         | Duma Boko                 | 5,60      | 0,48  | 6     | 5      |               |  |
|                                                       | Indépendants affiliés                                 | 39 261                                         | Duma Boko                 | 4,70      | –     | 3     | 3      |               |  |
|                                                       | Parti populaire du Botswana (BPP)                     | 31 636                                         | Duma Boko                 | 3,79      | 1,66  | 4     | 4      |               |  |
| Total Coalition pour un changement démocratique (UDC) | Total Coalition pour un changement démocratique (UDC) | 310 862                                        | Duma Boko                 | 37,22     | 10,79 | 36    | 31     |               |  |
|                                                       | Parti démocratique du Botswana (BDP)                  | Parti démocratique du Botswana (BDP)           | Mokgweetsi Masisi         | 254 633   | 30,49 | 22,16 | 4      | 34            |  |
|                                                       | Parti du congrès du Botswana (BCP)                    | Parti du congrès du Botswana (BCP)             | Dumelang Saleshando       | 175 326   | 20,99 | 6,42  | 15     | 4             |  |
|                                                       | Front patriotique du Botswana (BPF)                   | Front patriotique du Botswana (BPF)            | Mephato Reatile           | 69 414    | 8,31  | 3,90  | 5      | 2             |  |
|                                                       | Parti républicain botswanais (BRP)                    | Parti républicain botswanais (BRP)             | Aucun                     | 3 212     | 0,38  | Nv    | 0      | en stagnation |  |
|                                                       | Mouvement pour la démocratie au Botswana (BMD)        | Mouvement pour la démocratie au Botswana (BMD) | Aucun                     | 1 146     | 0,14  | 0,13  | 0      | en stagnation |  |
|                                                       | Parti de la vrai alternative (RAP)                    | Parti de la vrai alternative (RAP)             | Aucun                     | 222       | 0,03  | Nv    | 0      | en stagnation |  |
|                                                       | Indépendants                                          | Indépendants                                   | Aucun                     | 20 434    | 2,45  | 0,80  | 1      | 1             |  |
|                                                       | Membres cooptés ou ex officio                         | Membres cooptés ou ex officio                  |                           |           |       |       | 8      | en stagnation |  |
|                                                       |                                                       |                                                |                           |           |       |       |        |               |  |
| Suffrages exprimés                                    | Suffrages exprimés                                    | Suffrages exprimés                             | Suffrages exprimés        | 835 249   | 98,80 |       |        |               |  |
| Votes blancs et invalides                             | Votes blancs et invalides                             | Votes blancs et invalides                      | Votes blancs et invalides | 10 145    | 1,20  |       |        |               |  |
| Total                                                 | Total                                                 | Total                                          | Total                     | 845 394   | 100   | –     | 69     | 4             |  |
| Abstentions                                           | Abstentions                                           | Abstentions                                    | Abstentions               | 192 881   | 18,58 |       |        |               |  |
| Inscrits / participation                              | Inscrits / participation                              | Inscrits / participation                       | Inscrits / participation  | 1 038 275 | 81,42 |       |        |               |  |

## Analyse et conséquences

Résultats par circonscription

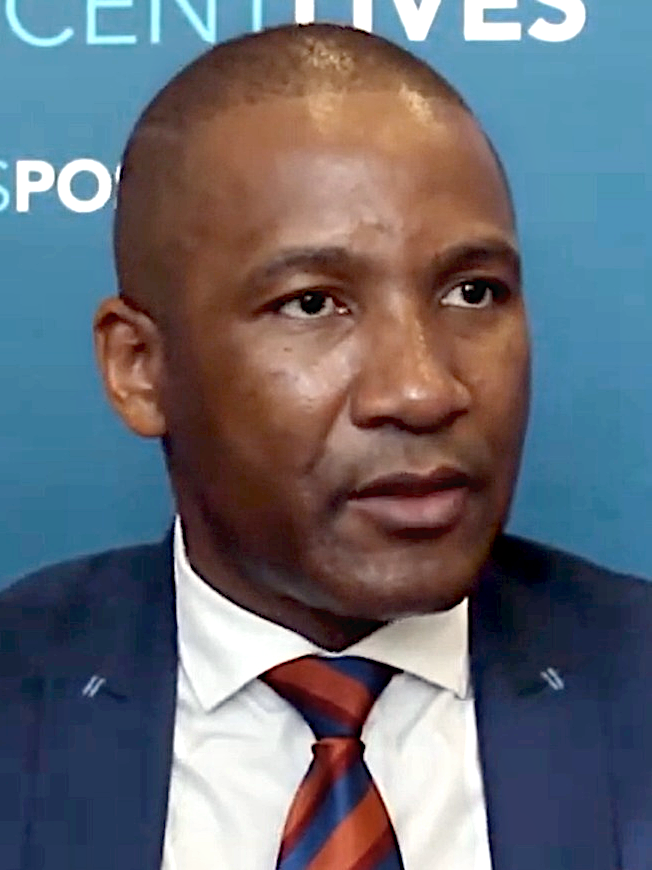
Duma Boko

Le scrutin est une victoire écrasante pour la Coalition pour un changement démocratique (UDC), qui décroche la majorité absolue des députés permettant l'élection automatique de son chef et candidat à la présidence, Duma Boko. C'est la première fois que le Botswana connaît une alternance depuis son indépendance en 1966. Assurant que « le changement est là », Duma Boko fait part lors d'un entretien au quotidien Mmegi de son « humilité » face à sa victoire et la  forte implication des électeurs.
Affaibli par la dégradation de la situation économique — trop dépendante des revenus du diamant —, la hausse à 27 % du taux de chômage ainsi que de nombreuses accusations de corruption et de népotisme, le Parti démocratique du Botswana (BDP) du président sortant Mokgweetsi Masisi connait une cuisante défaite qui le relègue en quatrième place en termes de sièges derrière l'UDC, le Parti du congrès du Botswana (BCP) et le Front patriotique du Botswana (BPF). Malgré la prédominance du BDP sur le pays depuis six décennies, Mokgweetsi Masisi reconnait sa défaite dès le lendemain du scrutin et promet même de « faciliter la transition ». Admettant que sa formation a « eu tout faux aux yeux du peuple », il se déclare « heureux de se retirer » et de former « une opposition loyale qui demande des comptes au gouvernement ». Sûr de sa victoire avant les élections, le gouvernement, qui anticipait un recul mesuré, aurait été impressionné par l'ampleur de sa défaite face à l'UDC, portée par la campagne énergique de Duma Boko,,.
Déclaré élu président le 1er novembre par le président de la Cour suprême, Duma Boko prête serment le jour même et forme son gouvernement. Le scrutin ouvre ainsi la voie à une première alternance pacifique, confirmant la réputation de stabilité du pays, rare sur le continent,.